# Kai Laukkanen
Kai Pekka Laukkanen (ur. 8 kwietnia 1975 w Seinäjoki) – fiński żużlowiec.

## Życiorys
W 1995 r. zajął 5. miejsce w finale Indywidualnych Mistrzostw Świata Juniorów, rozegranym w Tampere. Był finalistą Grand Prix 2004. Zdobył brązowy medal w IME w roku 2005 we włoskim Lonigo. Ośmiokrotnie zdobył złote medale indywidualnych mistrzostw Finlandii (1997, 1999, 2000, 2001, 2002, 2003 2004, 2006). Dwukrotnie zdobył medale drużynowych mistrzostw Polski: złoty (1999) oraz srebrny (2000).

## Przynależność klubowa
Finlandia
- - do uzupełnienia

Polska
- Polonia Piła (1999–2000)
- Wybrzeże Gdańsk (2001)
- Start Gniezno (2002)
- Wybrzeże Gdańsk (2003)
- ZKŻ Zielona Góra (2006)
- Start Gniezno (2007)
- TŻ Lublin (2008) – nie startował, z powodu zawieszenia działalności klubu

Szwecja
- Indianerna Kumla (2007)

Wielka Brytania
- Belle Vue Aces (2007)

## Starty w Grand Prix
do uzupełnienia sezon 2004
| Klasyfikacja końcowa: | Klasyfikacja końcowa: | 30   | 6    | numer stały (24) | numer stały (24) |
| Lp.                   | Grand Prix            | Msc. | Pkt. | Biegi            | Nr start         |
| 1 /10                 | GP Norwegii           | 14   | 6    | (1,2,3) (0,1)    | 24               |

| Klasyfikacja końcowa: | Klasyfikacja końcowa: | 20   | 25   | numer stały (19) | numer stały (19) |
| Lp.                   | Grand Prix            | Msc. | Pkt. | Biegi            | Nr start         |

| Klasyfikacja końcowa: | Klasyfikacja końcowa: |      | 5    | numer stały (20) | numer stały (20) |
| Lp.                   | Grand Prix            | Msc. | Pkt. | Biegi            | Nr start         |
| 7 /11                 | GP Skandynawii        | 16   | 2    | (2,0,w,d,0)      | 11               |
| 8 /11                 | GP Łotwy              | 14   | 3    | (1,0,0,2,0)      | 3                |

|  | stały uczestnik cyklu                                           |
|  | dzika karta, rezerwa toru lub rezerwowy                         |
|  | zawodnik niesklasyfikowany (rezerwa toru bez startu w zawodach) |

## Osiągnięcia
| Osiągnięcia: | Osiągnięcia: | 20. miejsce w 2004 | 20. miejsce w 2004 | 20. miejsce w 2004 | 20. miejsce w 2004 |
| Sezon        | Miasto       | Msc                | Pkt                | Biegi              | Uwagi              |
| 2002         | 10 turniejów | 30                 | 6                  |                    |                    |
| 2004         | 9 turniejów  | 20                 | 25                 |                    |                    |